# Футболисты года в Азербайджане (АФФА)
Футболисты года в Азербайджане — ежегодная награда лучшим футболистам сезона в Азербайджане, которая определяется путём опроса главных тренеров и капитанов команд азербайджанской Премьер-Лиги в пяти номинациях. Проводится со стороны АФФА — Ассоциации Футбольных Федераций Азербайджана с 2009 года.

## Номинации
- 1. Лучший футболист
- 2. Лучший вратарь
- 3. Лучшая футболистка
- 4. Лучший игрок в футзал
- 5. Лучший игрок в пляжный футбол

## Церемония 2009 года
Прошла 21 декабря 2009 года в зале «Rotunda» центра «Landmark». Победителей выбирали главные тренеры и капитаны команд Премьер-Лиги, тренера сборных страны а также ветеран азербайджанского футбола Алекпер Мамедов.
Сначала объявили имя лучшей футболистки страны. Ею стала Анна Атаева. Приз победительнице вручил вице-президент национального олимпийского комитета Азербайджана Чингиз Гусейнзаде. Лучшего футзалиста — Ризвана Фарзалиева, который помог сборной Азербайджана по футзалу попасть на чемпионат Европы 2010 года, наградил ветеран азербайджанского футбола Алекпер Мамедов. Лучшим игроком по пляжному футболу стал Эльвин Гулиев, которого наградил генеральный секретарь АФФА Эльхан Мамедов. Ну и в самом конце были обнародованы имена лучшего вратаря, которым стал голкипер клуба «Хазар-Ленкорань» Камран Агаев и лучшего игрока, коим был избран нападающий клуба «Карабах» Вагиф Джавадов. Джавадова наградил вице-президент АФФА Эльшад Насиров, а Агаеву приз выручил другой ветеран азербайджанского футбола, защищавший когда-то цвета бакинского «Нефтчи» Искендер Джавадов.
| Лучший футболист | Лучший вратарь | Лучшая футболистка | Лучший игрок в футзал | Лучший игрок в пляжный футбол |
| ---------------- | -------------- | ------------------ | --------------------- | ----------------------------- |
| Вагиф Джавадов   | Камран Агаев   | Анна Атаева        | Ризван Фарзалиев      | Эльвин Гулиев                 |